# Naturschutzgebiet Hombachtal
Das Naturschutzgebiet Hombachtal erstreckt sich zwischen den Stadtteilen Herrenstrunden und Herkenrath von Bergisch Gladbach. Es umfasst das Hombachtal vom Quellsiefen eines Nebengewässers bei Breite mit dem Hombacher Berg über Oberhombach, Hombach nach Unterhombach. Die durch das Hombachtal führende Straße endet im Strundetal.

## Vegetation
Die Schutzausweisung erfolgt zur Erhaltung und Entwicklung des Bachtales, das durch naturnahe Auwälder, Extensivgrünland sowie gut entwickelte Buchenwälder auf Kalk- und Lössböden geprägt ist. Dabei ist der Oberlauf von Erlen und Intensivgrünland gesäumt. Bei Unterhombach ist ein naturnaher Erlen-Eschen-Auwald erhalten geblieben. Nördlich von Unterhombach wird der westliche Talhang von Extensivgrünland eingenommen, das von einem gehölzgesäumten Hohlweg gegliedert wird. Auf der östlichen Talseite befindet sich die Kalkkuppe des Hombacher Bergs, die mit gut entwickeltem, krautreichem Perlgras-Buchenwald bestockt ist.